# Euctenurapteryx maculicaudaria
Euctenurapteryx maculicaudaria là một loài bướm đêm trong họ Geometridae.